# الطاهر القبائلي
{{معلومات ممثل
| الاسم           = الطاهر القبائلى 
| صورة           = 
| قياس الصورة    = 
| عنوان الصورة   =
| اسم الولادة     = 
| الدولة         =  ليبيا
| تاريخ الولادة   = 
الطاهر القبائلى (5 يوليو 1942 -)، ولد بطرابلس. هو ممثل ومخرج مسرحي، وممثل سينمائي وتلفزي ليبي. أحد مؤسسي فرقة المسرح القومي عام 1966م رفقة عمران المدنيني ومختار الأسود وآخرون. في رصيده العديد من الأعمال الفنية منها فيلمي «السفراء» 1976 و«الشطية» عام 1986، ومسلسلات «المفسدون في الأرض» 1973 و«طبول الحرية» عام 1981 و«أيام الكيش» عام 2007.

## النشأة والتعليم
ولد الطاهر يوسف محمد القبائلى في مدينة طرابلس عام 1942م. هو أحد مؤسسي فرقة المسرح القومي عام 1966م، إلى جانب الفنانين عمران المدنيني ورمضان نصير وصبحي المجراب ومحمد شرف الدين ومختار الأسود وخدوجة تكتيك وبشير المبروك وعلي القبلاوي.
سافر إلى فرنسا مابين عامي 1967- 1974م ملتحقاً بكلية «جاك ليكوك» التابعة لجامعة مسرح باريس دارسا تخصص التعبير الجسدي. وهناك شارك ممثلا في عدة مسرحيات ناطقة بالفرنسية مع مخرجين فرنسيين منهم «جاك بولا ري» و«مكسيم ليان ديكرو» و«اندري لويبارينيتي»، وفي باريس التحق بدورة تدريبية للإخراج التلفزي نظمها التلفزيون الفرنسي عام 1971م. 

## أعماله بالعربية

### التمثيل

#### المسرح
- مصير الخيانة
- أهل الكهف
- الأقنعة
- درب الحرية
- عمر المختار
- مأساة الحلاج
- عطيل

#### السينما
- الضوء الأخضر
- الشظية
- أحلام صغيرة

#### الأعمال الإذاعية
- عمر بن الخطاب.
- أيام العرب.
- ارتاح البال.
- أيام من عمري.
- قصة وآية.

#### سهرات تلفزية
- التجربة.
- الحل المرفوض.

#### المسلسلات التلفزية
- أيام الكيش.[2]
- أبو دهبل.
- طبول الحرية.
- بصمات على جدار الزمن.
- المفسدون في الأرض[3]
- الحومة.
- السوس.
- أيام من العمر.
- الجانب المضيء للحب.
- حي البسطاء.
- وادي الحنة
- باب البحر.
- الخطوة الأولى.
- صراع القرية.
- الرغاطة.
- المحاكمة.
- حجرة المريض رقم 2.
- جسر آرثر.
- الحسي.

### الإخراج

#### المسرح
- وطني عكا.
- عريس بنت السلطان.
- مصير الخيانة.
- لن يقتلوا الربيع.

#### المسلسلات التلفزية
- أخطى راسي وقص.

## أعماله بالفرنسية

### المسرح
- «القوة».
- «العنف».
- «صدى المعرفة».

### السينما
- السفراء

## التلسين
- 1981: فيلم أسد الصحراء.